# IJC (企業)
株式会社IJC（アイジェイシー）は、愛媛県今治市に本社を置く情報システム会社。

## 概要
今治市及び越智郡各町村の行政サービスや今治圏域の地場産業の事務の電算化を目的として設立。今治市や上島町の地方自治体の他、地元企業･団体が出資する第三セクターである。
行政機関･民間企業向けのシステム開発などを行っている。

## 事業所
- 本社 - 愛媛県今治市天保山町2丁目5番地1
- 東京事務所 - 東京都大田区蒲田3-14-15　ロイヤルプラザ201号

## 沿革
- 1974年4月 - 「株式会社今治地方情報センター」設立。
- 1975年4月 - 地方自治体向け受託計算業務を開始。
- 1982年4月 - オフィスコンピューター事業開始。
- 1983年4月 - OA機器販売業務開始。
- 1985年5月 - 日本ビジネスコンサルタント（現:日立システムズ）等と「エヌビーシー今治システムズ」（現:四国日立システムズ）[3]を設立。
- 1986年4月 -　総務･業務部門を今治地域地場産業振興センタービルに移転。
- 1987年9月　-　ソフト開発事業開始。
- 1993年4月 - C／Sシステム事業開始。
- 1999年9月 - 建設業法による建設業（電気通信工事業）の許可を受ける。
- 2000年9月 - 事務所統合により本社を現在地に移転。
- 2004年7月 - 電気通信事業の届出事業者となる。
- 2006年10月 - 「株式会社IJC」に社名変更。
- 2007年12月 - ISMS（JIS Q 27001 ISO/IEC 27001）の認証を受ける。
- 2008年
  - 4月 - 今治市立図書館の指定管理業務開始。
  - 12月 - マイクロソフト認定パートナーを受ける。
- 2009年
  - 1月 - 資本金を4,000万円に増資。
  - 3月 - 経済産業局システムインテグレータ企業登録。
  - 7月 - 東京事務所を設置。
- 2013年
  - 3月 - 今治市立図書館の指定管理業務終了。
  - 4月 - QMS（ISO 9001/JIS Q 9001）の認証を受ける。
- 2016年
  - 5月 - 東京事務所　移転